# Billie Nelson
Billie Nelson was een Brits motorcoureur. Zijn beste seizoen was het seizoen 1969, toen hij als vierde eindigde in het wereldkampioenschap 500 cc. Zijn enige overwinning in het wereldkampioenschap wegrace scoorde hij als vervanger van bakkenist Eduard Dein in het zijspan van Georg Auerbacher tijdens de GP des Nations van 1967 op Monza. 

## Carrière
Billie Nelson was een typische privérijder, die veel internationale wedstrijden buiten het wereldkampioenschap wegrace reed. Zoals het hele Continental Circus moest hij immers leven van start- en prijzengelden en dat was makkelijker in races waar de grote sterren niet verschenen. Hij ging dan ook zelden naar de Isle of Man TT of de Ulster Grand Prix omdat de reiskosten hoger waren dan de verdiensten. Ook moest hij zuinig zijn op zijn motorfietsen en startte hij vaak met dezelfde motorfiets in twee klassen. Zijn 500cc-Norton 30M Manx kon eenvoudig voorzien worden van een 350cc-motor waardoor hij in een Norton 40M Manx veranderde. Zijn 350- en 500cc-Patons werden hem aangeboden door sponsor Bill Hannah en Angelo Bergamonti was zijn teamgenoot. Toen hij vanaf 1972 met een Yamaha deelnam aan de 500cc-races was dat geen 500cc-Yamaha (die bestond nog niet), maar een 350cc-Yamaha TR 3 die voorzien was van licht opgeboorde cilinders en iets grotere zuigers. 
| 350cc-Norton 40M Manx uit 1957 |
| Paton 500 cc                   |
| 350cc-Yamaha TZ 350 A uit 1973 |
| 250cc-Yamaha TD 2              |

### 1959-1964
In 1959 kwam Billie Nelson voor het eerst voor in de uitslagenlijst van de Sidecar TT op het eiland Man. Hij werd als bakkenist van Charlie Freeman achtste met een Norton Manx-zijspancombinatie. Freeman had met twee verschillende bakkenisten in 1957 en 1958 deelgenomen, maar Billie Nelson zou hem tot in 1965 trouw blijven. In 1960 haalden ze hun beste resultaat: derde in de Sidecar TT, in een periode dat de BMW's in deze klasse vrijwel niet te kloppen waren. In 1962 probeerde Nelson het voor het eerst met een solomotor. Met een Norton Manx viel hij uit in de Senior TT. Ook in 1963 en 1964 reed hij op het eiland Man, met Charlie Freeman in de Sidecar TT en solo in de Senior TT, maar het werd geen succes.

### 1965-1966
In 1965 stak hij over naar het vasteland, waar hij in de GP van Duitsland met zijn Norton zesde werd en zijn eerste WK-punt pakte. In de Senior TT werd hij twaalfde en in Assen viel hij uit. In de Sidecar TT werd hij samen met Freeman zesde. In 1966 scoorde hij geen enkel WK-punt, maar hij reed zijn races nu voornamelijk in Europa, maar voor de Sidecar TT stak hij over naar het eiland Man om als gastbakkenist van Otto Kölle (BMW) te fungeren. 

### 1967
In de 500cc-klasse eindigde hij als negende in de WK-eindstand omdat hij punten scoorde in de GP van Duitsland en de Finland, maar zijn beste race was de zijspanrace in Monza, waar hij als vervanger van Eduard Dein in het zijspan van Georg Auerbacher (BMW) de race won. Auerbacher/Dein/Nelson eindigden als tweede in de WK-stand. Ook als solocoureur haalde hij het podium door derde te worden in de Finse Grand Prix. Hij eindigde als negende in de 500cc-WK-stand. 

### 1968
In 1968 stapte Nelson eindelijk van zijn verouderde Norton af. Hij reed nu met een Hannah-Paton, waarmee hij vaak uitviel. Toch wist hij in de GP van de DDR en de GP van Tsjecho-Slowakije punten te scoren en eindigde hij als vijftiende in het 500 cc-WK. In Finland had hij veel indruk gemaakt toen hij met Jack Findlay om te tweede plaats vocht, maar Nelson moest snelheid terug nemen toen zijn stroomlijnkuip los begon te raken. In de 350cc-klasse eindigde hij als dertiende in het WK, ook met een Paton. Hij reed de gloednieuwe Norton Commando 750 naar een tweede plaats in de Production 750 TT van 1968.

### 1969
1969 Was zijn beste seizoen. Hij reed zijn 500cc-Hannah-Paton naar tweede plaatsen in de Franse GP, de GP van de DDR en de Finse GP en scoorde ook nog punten in de TT van Assen en de Grand Prix van Tsjecho-Slowakije. Hij sloot het seizoen af als 4e in de 500cc-eindstand. 

#### Helmut Fath
Na zijn mooie tweede plaats in de 500cc-race in de GP van Finland moest Billie Nelson zich haasten om plaats te nemen in het zijspan van Helmut Fath. Hij moest Wolfgang Kalauch vervangen, die bij een heuvelklimwedstrijd gewond was geraakt. Het gelegenheidsduo liep drie seconden per ronde uit op Klaus Enders, tot de problemen begonnen. De stelmogelijkheid voor de luchtschuif ging kapot waardoor het gas niet meer helemaal afgesloten kon worden. Daardoor werden de remmen overbelast en uiteindelijk brak een olieleiding voor de cilinderkop, waardoor ze uitvielen. Na de Finse Grand Prix reden Helmut Fath en Billie Nelson nog een internationale race in dat land. Hierbij kregen ze een ongeluk waarbij Fath een been en enkele ribben brak. Zowel hijzelf als Nelson (gebroken enkel) waren voor de rest van het seizoen uitgeschakeld. Daardoor konden ze niet meer vechten om de wereldtitel, maar Fath/Kalauch/Nelson werden wel tweede.

### 1970
In 1970 ging het weer veel slechter in de 500cc-klasse. Hij finishte alleen in de Duitse GP en in de GP van de DDR en viel vijf keer uit. In de 350cc-klasse kwam hij nu uit met een Yamaha TR 2 en daarmee werd hij uiteindelijk veertiende.

### 1971
In 1971 reed hij slechts drie 500cc-races met zijn Paton, maar hij scoorde steeds punten en eindigde als zestiende in het WK. In de 350cc-klasse werd hij met de Yamaha zelfs derde in Finland en eindigde hij het WK als elfde. In de 250cc-klasse startte hij met een Yamaha ook in Finland en Zweden en eindigde hij als 26e. 

### 1972
In 1972 startte hij in negen van de twaalf GP's en had hij dus weer een druk seizoen. Met zijn opgeboorde 350cc-Yamaha werd hij 8e in het 500cc-WK. In de 350cc-klasse, ook met een Yamaha, eindigde hij als twintigste. 
Tijdens een raceweekend op 23 oktober 1972 in Rungis werden Billie Nelson en Dave Simmonds gealarmeerd door de moeder van Jack Findlay. In diens caravan was een beginnende brand, en Nelson en Simmonds probeerden die samen met Simmonds' vrouw Julie te blussen. Toen in de caravan een gasfles explodeerde raakte Simmonds dodelijk gewond. Zijn vrouw Julie Simmonds-Boddice (de zus van zijspancoureur Mick Boddice) en Billie Nelson werden met lichte brandwonden in het ziekenhuis opgenomen.

### 1973
In 1973 werd Nelson met de Yamaha tiende in de 500cc-WK-stand, maar mede dankzij een tweede plaats in de GP van Spanje werd hij vijfde in de 350cc-klasse. Hij was de tweede Yamaha-coureur achter Teuvo Länsivuori. In dit seizoen finishte hij alle wedstrijden waarin hij aan de start kwam.

### 1974
Ook in 1974 had hij aanvankelijk een vrij goed seizoen, waarin hij zowel in de 350- als de 500cc-klasse veel punten haalde. Bij de voorlaatste GP, die van Joegoslavië, startte hij echter ook in de 250cc-klasse.

#### Overlijden
Tijdens de 250cc-race in Opatija reed hij met een Yamaha TD 2. Waarschijnlijk door een vastloper werd hij aan het einde van het rechte stuk bij de hoofdtribune tegen de strobalen geworpen. Billie Nelson vloog over de barrière in het publiek, waarbij zeven toeschouwers gewond raakten. Hij werd naar het ziekenhuis van Opatija gebracht, waar men aanvankelijk nog dacht dat hij naar Engeland gerepatrieerd kon worden. In de nacht overleed Billie Nelson echter aan een hoofdwond en inwendige bloedingen. Hij werd postuum negende in de 500cc-klasse en tiende in de 350cc-klasse.
Billie Nelson liet zijn vrouw Pat en dochter Sarah achter. Na zijn dood werd de "Billie Nelson Foundation" opgericht om studiegeld voor Sarah in te zamelen.
Billie Nelson was goed bevriend met zijspancoureur en constructeur Helmut Fath. Samen hadden ze ooit een raceongeval meegemaakt waarbij Fath een heup had gebroken waardoor hij zijn carrière bijna moest beëindigen. Nelson brak een been en een enkel. Hierna vroeg Fath hem diens nieuwe URS-viercilinder tweetakt te testen.

## Wereldkampioenschap wegrace resultaten
(Races in cursief geven de snelste ronde aan, punten (tussen haakjes) zijn inclusief streepresultaten)
| Jaar | Klasse  | Team      | Motorfiets              | 1       | 2       | 3       | 4       | 5       | 6       | 7      | 8      | 9       | 10      | 11      | 12      | 13    | Punten  | Plaats | Wereldkampioen                   |
| ---- | ------- | --------- | ----------------------- | ------- | ------- | ------- | ------- | ------- | ------- | ------ | ------ | ------- | ------- | ------- | ------- | ----- | ------- | ------ | -------------------------------- |
| 1959 | Zijspan | Privé     | Norton 30M              | FRA -   | IOM 8   | DUI -   | NED -   | BEL -   |         |        |        |         |         |         |         |       | 0       | -      | Schneider / Strauß, BMW          |
| 1960 | Zijspan | Privé     | Norton 30M              | FRA -   | IOM 3   | NED -   | BEL -   | DUI -   |         |        |        |         |         |         |         |       | 4       | 7e     | Fath / Wohlgemuth, BMW           |
| 1961 | Zijspan | Privé     | Norton 30M              | SPA -   | DUI -   | FRA -   | IOM 5   | NED -   | BEL -   |        |        |         |         |         |         |       | 2       | 10e    | Deubel / Hörner, BMW             |
| 1962 | 350 cc  | Privé     | Norton 40M              |         |         | IOM 38  | NED -   |         |         | ULS -  | DDR -  | NAT -   | FIN -   |         |         |       | 0       | -      | Redman, Honda                    |
| 1962 | 500 cc  | Privé     | Norton 30M              |         |         | IOM DNF | NED -   | BEL -   |         | ULS -  | DDR -  | NAT -   | FIN -   | ARG -   |         |       | 0       | -      | Hailwood, MV Agusta              |
| 1963 | 350 cc  | Privé     | Norton 40M              |         | DUI -   |         | IOM 21  | NED -   |         | ULS -  | DDR -  | FIN -   | NAT -   |         | JAP -   |       | 0       | -      | Redman, Honda                    |
| 1963 | 500 cc  | Privé     | Norton 30M              |         |         |         | IOM 23  | NED -   | BEL -   | ULS -  | DDR -  | FIN -   | NAT -   | ARG -   |         |       | 0       | -      | Hailwood, MV Agusta              |
| 1963 | Zijspan | Privé     | Norton 30M              | SPA -   | DUI -   | FRA -   | IOM DNF | NED -   | BEL -   |        |        |         |         |         |         |       | 0       | -      | Deubel/ Hörner / Dungsworth, BMW |
| 1964 | 350 cc  | Privé     | Norton 40M              |         |         |         | IOM DNF | NED -   |         | DUI -  | DDR -  | ULS -   | FIN -   | NAT -   | JAP -   |       | 0       | -      | Redman, Honda                    |
| 1964 | 500 cc  | Privé     | Norton 30M              | VST -   |         |         | IOM 21  | NED -   | BEL -   | DUI -  | DDR -  | ULS -   | FIN -   | NAT -   |         |       | 0       | -      | Hailwood, MV Agusta              |
| 1964 | Zijspan | Privé     | Norton 30M              |         | SPA -   | FRA -   | IOM DNF | NED -   | BEL -   | DUI -  |        |         |         |         |         |       | 0       | -      | Deubel / Hörner. BMW             |
| 1965 | 350 cc  | Privé     | Norton 40M              |         | DUI -   |         |         | IOM 22  | NED 13  |        | DDR -  | TSL -   | ULS -   | FIN -   | NAT -   | JAP - | 0       | -      | Redman, Honda                    |
| 1965 | 500 cc  | Privé     | Norton 30M              | VST -   | DUI 6   |         |         | IOM 12  | NED DNF | BEL -  | DDR -  | TSL -   | ULS -   | FIN -   | NAT -   |       | 1       | 25e    | Hailwood, MV Agusta              |
| 1965 | Zijspan | Privé     | Norton 30M              |         | DUI -   | SPA -   | FRA -   | IOM 6   | NED -   | BEL -  |        |         |         |         | NAT -   |       | 1       | 16e    | Scheidegger/ Robinson, BMW       |
| 1966 | 350 cc  | Privé     | Norton 40M              |         | DUI -   | FRA -   | NED 9   |         | DDR -   | TSL -  | FIN -  | ULS -   | IOM 14  | NAT -   | JAP -   |       | 0       | -      | Hailwood, Honda                  |
| 1966 | 500 cc  | Privé     | Norton 30M              |         | DUI 9   |         | NED DNF | BEL -   | DDR 9   | TSL 8  | FIN 12 | ULS -   | IOM DNF | NAT -   |         |       | 0       | -      | Agostini, MV Agusta              |
| 1966 | Zijspan | Privé     | BMW                     |         | DUI -   | FRA -   | NED -   | BEL -   |         |        |        |         | IOM DNF | NAT -   |         |       | 0       | -      | Scheidegger / Robinson, BMW      |
| 1967 | 500 cc  | Privé     | Norton 30M              |         | DUI 5   |         | IOM -   | NED 9   | BEL 11  | DDR 7  | TSL 8  | FIN 3   | ULS -   | NAT DNF | CAN -   |       | 6       | 9e     | Agostini, MV Agusta              |
| 1967 | Zijspan | Privé     | BMW                     | SPA -   | DUI -   | FRA -   | IOM -   | NED -   | BEL -   |        |        | FIN -   |         | NAT 1   |         |       | 32 (35) | 2e     | Enders/ Engelhardt, BMW          |
| 1968 | 250 cc  | Doncaster | Yamaha TD 1 C           | DUI -   | SPA -   | IOM DNF | NED -   | BEL -   | DDR -   | TSL -  | FIN -  | ULS -   | NAT -   |         |         |       | 0       | -      | Read, Yamaha                     |
| 1968 | 350 cc  | Hannah    | Paton                   | DUI -   |         | IOM DNF | NED DNF |         |         |        |        |         |         |         |         |       | 3       | 13e    | Agostini, MV Agusta              |
| 1968 | 350 cc  | Privé     | Norton 40M              |         |         |         |         |         | DDR 6   | TSL 6  |        | ULS 6   | NAT -   |         |         |       | 3       | 13e    | Agostini, MV Agusta              |
| 1968 | 500 cc  | Hannah    | Paton                   | DUI DNF | SPA -   | IOM 7   | NED DNF | BEL DNF | DDR 5   | TSL 4  | FIN 7  | ULS DNF | NAT DNF |         |         |       | 5       | 15e    | Agostini, MV Agusta              |
| 1969 | 250 cc  | Doncaster | Yamaha TD 2             | SPA -   | DUI 9   | FRA -   | IOM DNF | NED -   | BEL -   | DDR -  | TSL -  | FIN -   | ULS     | NAT     | ADR     |       | 2       | 45e    | Carruthers, Benelli              |
| 1969 | 350 cc  | Privé     | Aermacchi Ala d'Oro 350 | SPA -   | DUI -   |         | IOM -   | NED 12  |         | DDR 8  | TSL -  | FIN -   | ULS     | NAT     | ADR     |       | 3       | 33e    | Agostini, MV Agusta              |
| 1969 | 500 cc  | Hannah    | Paton                   | SPA -   | DUI DNF | FRA 2   | IOM -   | NED 9   | BEL DNF | DDR 2  | TSL 7  | FIN 2   | ULS     | NAT     | ADR     |       | 42      | 4e     | Agostini, MV Agusta              |
| 1969 | Zijspan | Fath      | URS                     |         | DUI -   | FRA -   | IOM -   | NED -   | BEL -   |        |        | FIN DNF | ULS     |         |         |       | 55      | 2e     | Enders / Engelhardt, BMW         |
| 1970 | 250 cc  | Doncaster | Yamaha TD 2             | DUI -   | FRA -   | ADR -   | IOM 24  | NED -   | BEL 11  | DDR -  | TSL -  | FIN -   | ULS -   | NAT -   | SPA -   |       | 0       | -      | Gould, Yamaha                    |
| 1970 | 350 cc  | Privé     | Yamaha TR 2             | DUI 9   |         | ADR -   | IOM -   | NED 9   |         | DDR 4  | TSL -  | FIN 7   | ULS -   | NAT -   | SPA -   |       | 16      | 14e    | Agostini, MV Agusta              |
| 1970 | 500 cc  | Hannah    | Paton                   | DUI 9   | FRA DNF | ADR -   | IOM -   | NED -   | BEL DNF | DDR 5  |        | FIN DNF | ULS -   | NAT DNF | SPA -   |       | 7       | 25e    | Agostini, MV Agusta              |
| 1971 | 250 cc  | Privé     | Yamaha TD 2 B           | OOS -   | DUI -   | IOM -   | NED -   | BEL 13  | DDR -   | TSL -  | ZWE 6  | FIN 9   | ULS -   | NAT -   | SPA -   |       | 7       | 26e    | Read, Yamaha YZ 632              |
| 1971 | 350 cc  | Privé     | Yamaha TR 2 B           | OOS 8   | DUI 7   | IOM -   | NED 7   |         | DDR -   | TSL -  | ZWE -  | FIN 3   | ULS -   | NAT 13  | SPA -   |       | 21      | 11e    | Agostini, MV Agusta              |
| 1971 | 500 cc  | Hannah    | Paton                   | OOS 6   | DUI -   | IOM -   | NED 6   | BEL 10  | DDR -   |        | ZWE -  | FIN -   | ULS -   | NAT -   | SPA -   |       | 11      | 16e    | Agostini, MV Agusta              |
| 1972 | 350 cc  | Privé     | Yamaha TR 3             | DUI -   | FRA -   | OOS -   | NAT -   | IOM -   | JOE 8   | NED 12 |        | DDR -   | TSL 10  | ZWE -   | FIN -   | SPA 6 | 9       | 20e    | Agostini, MV Agusta              |
| 1972 | 500 cc  | Privé     | Yamaha TR 3 351 cc      | DUI 8   | FRA 7   | OOS -   | NAT -   | IOM -   | JOE DNF | NED 9  | BEL 8  | DDR -   | TSL 5   | ZWE 9   | FIN 4   | SPA 6 | 31 (33) | 8e     | Agostini, MV Agusta              |
| 1973 | 250 cc  | Privé     | Yamaha TD 2 B           | FRA -   | OOS -   | DUI -   | NAT -   | IOM -   | JOE -   | NED -  | BEL 16 | TSL -   | ZWE -   | FIN -   | SPA -   |       | 0       | -      | Braun, Mitsui-Yamaha             |
| 1973 | 350 cc  | Privé     | Yamaha TZ 350 A         | FRA 27  | OOS 4   | DUI 4   | NAT -   | IOM -   | JOE DNF | NED 8  |        | TSL -   | ZWE 7   | FIN 8   | SPA 2   |       | 38      | 5e     | Agostini, MV Agusta              |
| 1973 | 500 cc  | Privé     | Yamaha TZ 350 A 351 cc  | FRA 9   | OOS 8   | DUI 5   | NAT -   | IOM -   | JOE -   | NED 8  | BEL 10 | TSL DNF | ZWE 7   | FIN 10  | SPA DNF |       | 19 (20) | 10e    | Read, MV Agusta                  |
| 1974 | 250 cc  | Privé     | Yamaha TD 2 B           |         | DUI -   |         | NAT -   | IOM -   | NED -   | BEL 18 | ZWE -  | FIN -   | TSL -   | JOE (†) | SPA -   |       | 0       | -      | Villa, Harley-Davidson           |
| 1974 | 350 cc  | Privé     | Yamaha TZ 350 A         | FRA 9   | DUI DNS | OOS 7   | NAT 11  | IOM 5   | NED 4   |        | ZWE 9  | FIN DNF |         | JOE -   | SPA -   |       | 22      | 10e    | Agostini, Yamaha                 |
| 1974 | 500 cc  | Privé     | Yamaha TZ 350 A 351 cc  | FRA 6   | DUI DNS | OOS 7   | NAT 8   | IOM 7   | NED DNF | BEL 18 | ZWE 6  | FIN DNF | TSL 13  |         |         |       | 21      | 9e     | Read, MV Agusta                  |